# Burgbasteien

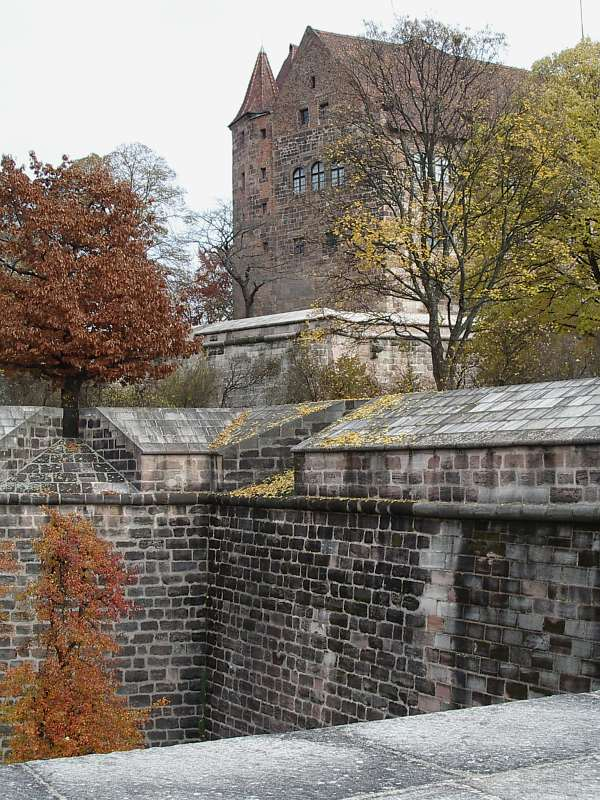
Blick vom Burggarten auf die Burg

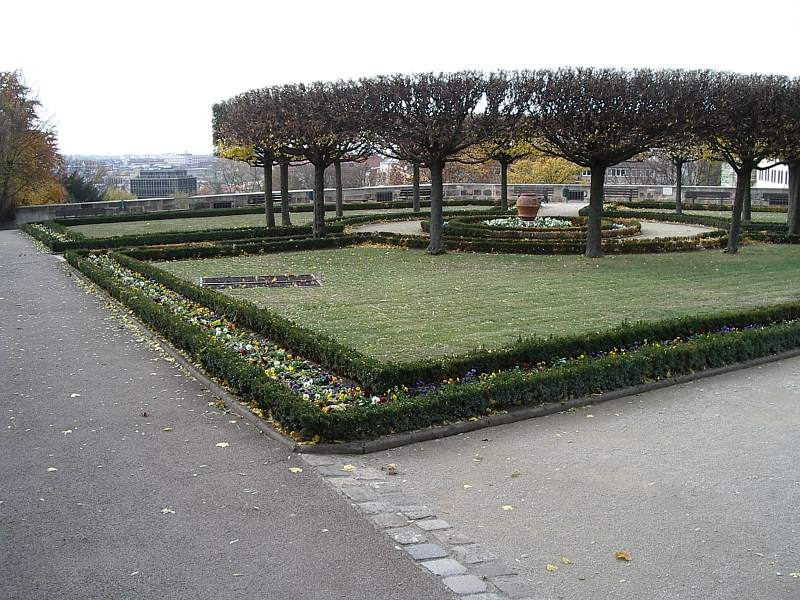
Burggarten auf der südwestlichen Bastei vor der Burg

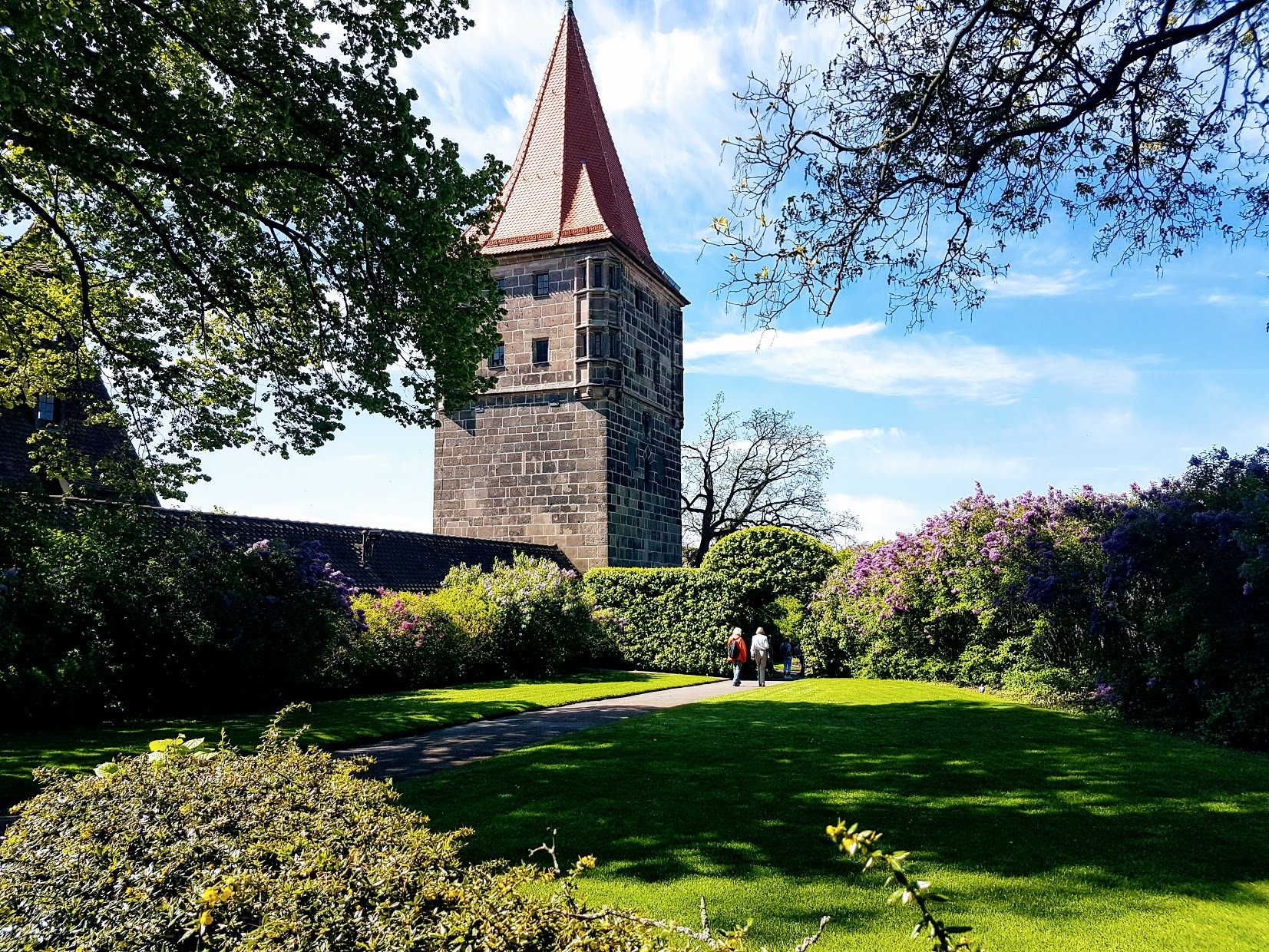
Burggarten mit Tiergärtnertorturm im Hintergrund

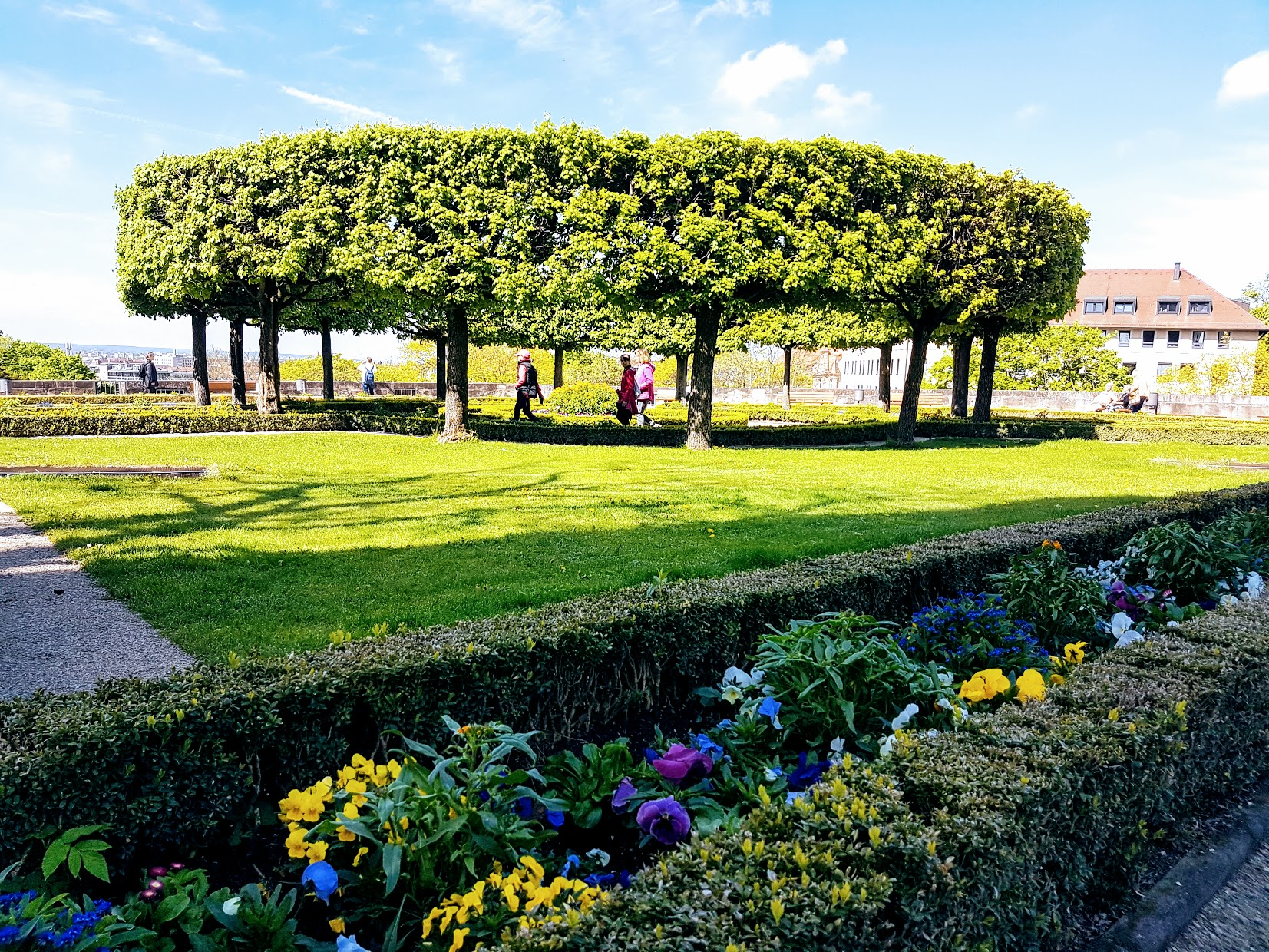
Burggarten mit Blick auf ein Baumrondell aus Feldahorn

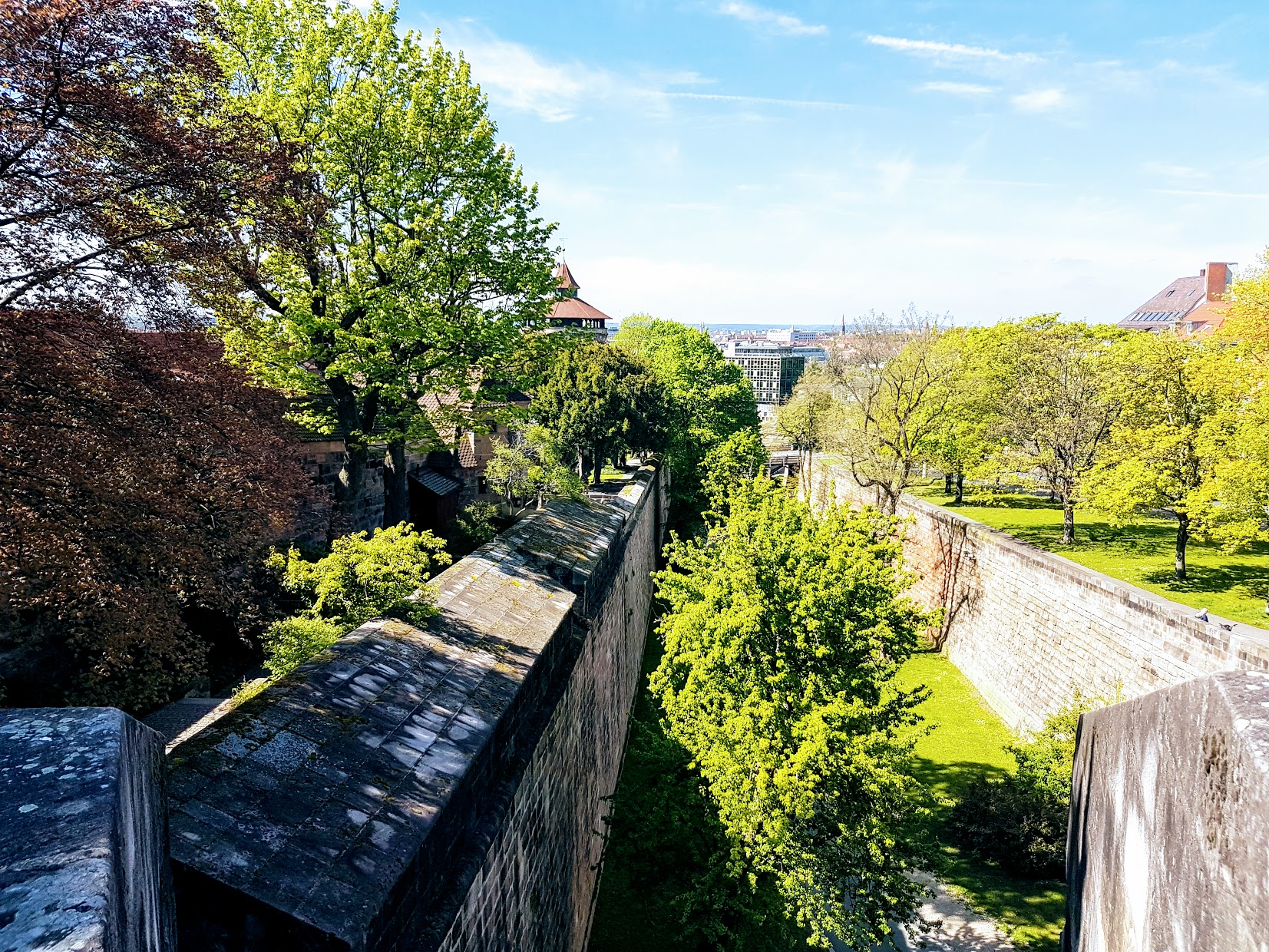
Blick in den Burggraben vom Burggarten (2017)

Burgbasteien heißen die ab 1538 erbauten Basteien westlich und nördlich der Burg in Nürnberg. In ihnen ist der Nürnberger Burggarten angelegt.

## Lage
Die dominierende Große Bastei liegt nordwestlich der Burgkemenate. Der nach Nordwesten gerichtete, viereckige Bau wird durch zwei niedere Basteien (Faussebrayen) an der östlichen und westlichen Seite verstärkt. Die Mauern wurden im weiteren Verlauf auf beiden Seiten geknickt (tenailliert) geführt und durch zwei weitere, fünfeckige Basteien geschützt.
Die Vestnertorbastei, auch Schwedenbastei genannt, im Osten der Großen Bastei, wurde über dem Vestnertor erbaut. Die Tiergärtnertor-Bastei, auch untere Bastei genannt, wurde im Südwesten, neben dem Tiergärtnertor, errichtet.
In die zur Grabenseite hin abgeschrägte Mauerkrone der gesamten Basteianlage sind mehrere Schießscharten für große Geschütze eingeschnitten derart, dass für die Verteidiger keine toten Winkel entstanden.
Nach Norden werden die Bauwerke durch gerundete Gräben abgeschlossen. Aus den Kasemattengängen im Inneren der Basteien erlauben Schießscharten, mehrere versteckt liegende Ausfalltüren und Stände für kleinere Geschütze die Beobachtung des Grabens und die Bekämpfung von in den Graben eingedrungenen Gegnern. Zu beiden Basteien führen von Norden kleine Brücken über den Vestnertor- bzw. Tiergärtnertorgraben.

## Geschichte
Um die Burg- und Stadtbefestigung entsprechend der Weiterentwicklung der Artillerie zu verstärken, errichtete der maltesisch-italienische Festungsbaumeister Antonio Fazuni in den Jahren 1538 bis 1545 die Burgbasteien. Der Kuhberg genannte Hügel nördlich der Großen Bastei besteht aus dem Aushub, der infolge der Bauarbeiten angefallen war.
In dem vor den Basteien gelegenen Graben übten im 16. Jahrhundert bürgerliche Armbrustschützen, die Schnepperschützen. In dem auch Schneppersgraben genannten Grabenabschnitt wurde 1994 wieder eine Schießstätte eröffnet.
Auf der Vestnertorbastei wurde von Georg Christoph Eimmart die erste Nürnberger Sternwarte errichtet, die erste Volkssternwarte in Deutschland. Zu seinem Gedenken wurde 2007 an dieser Stelle eine Gedenksäule aufgestellt.

## Burggarten
Bereits die älteste Darstellung der Kaiserburg von 1425 zeigt einen Baumgarten. Kaiser Friedrich III. (1440–1493) ließ südlich des Palas „Hängende Gärten“ anlegen.
1677 waren auf den Basteien Gärten angelegt. Der bayerische König Maximilian II. kaufte bei einem Aufenthalt in Nürnberg 1855 die Flächen der Basteien von der Stadt und ließ durch den Gärtner Carl Effner den Burggarten neu anlegen. Der königliche Garten war von Beginn als öffentliche Grünanlage gedacht. Nach Ende des Ersten Weltkriegs wurde er erst 1929 wieder für die Öffentlichkeit zugänglich gemacht. Im August 1942 wurde der Burggarten bei den ersten großen Luftangriffen auf Nürnberg schwer getroffen.
Ab 1946 wurde die zerstörte Anlage wiederhergestellt und neu gestaltet.
Die Anlage auf der Hauptbastei heißt genaugenommen Rosengarten, die Anlage auf der Tiergärtnertor-Bastei Burggarten.

## Gegenwart
Der Hauptzugang zur Anlage befindet sich auf der Burg, neben dem Fünfeckturm. In der großen, oberen Bastei ist ein quadratischer Rosengarten angelegt, der von Bäumen umrahmt wird. Ein Weg führt zur südlich gelegenen, unteren Bastei. Im weiteren Verlauf der Stadtmauer schließt sich ein schmaler Gartenbereich an, der Bürgermeistergarten genannt wird und sich bis zum Neutor erstreckt. Dort befindet sich der zweite Zugang. Die Verteidigungsgänge im Inneren der Burgbasteien können im Rahmen von Führungen besichtigt werden.